# Ладо (міфологія)
Ладо — божество світла, краси, миру, радості, кохання, веселощів, згоди та всілякого блага. Йому жертвували ті, які приймали шлюб, зі старанністю оспівуючи його ім'я, яке і нині можна почути у старовинних приспівах. З 25 травня по 25 червня батьки та чоловіки в гостинцях, а дружини та дочки на лугах та на вулицях, взявшись за руки, танцювали та співали: Ладо, Ладо, Диди-Ладо, тобто великий Ладо.

## Епіграфіка
При розкопках черняхівського поселення Ріпнів II, яке належало до групи пам'яток типу Черепин-Теремці, які становили, як показав їхній дослідник, один із провідних фахівців зі стародавніх слов'ян, член-кореспондент НАН України Володимир Баран, слов'янське населення в складі поліетнічної черняхівської спільноти, і дали в майбутньому початок празькій культурі, на одному з уламків кераміки було виявлено напис, зроблений латинськими літерами. Цей напис можна прочитати як «LADO» — 'ЛАДО'. Якщо ця інтерпретація вірна, то напис становить найдавніший відомий науці пам'ятник слов'янської епіграфіки.